# Гавриш, Алексей Алексеевич
Алексей Алексеевич Гавриш (28 апреля 1925 — 20 сентября 2015) — передовик советского сельского хозяйства, звеньевой колхоза "Пятыричка" Сахновщинского района Харьковской области Украинской ССР, Герой Социалистического Труда (1976).

## Биография
Алексей Алексеевич родился 28 апреля 1925 года в селе Ивано-Слиньковка Сахновщинского района Харьковской области в крестьянской украинской семье. В возрасте десяти лет остался круглым сиротой. Жил вместе с сестрой в патронате при колхозе. 
С февраля 1943 года находился на фронтах Великой Отечественной войны, участник. Был зачислен в состав 619-го стрелкового полка 203-й стрелковой дивизии. С боями находился на Юго-Западном (февраль – октябрь 1943), 3-м Украинском (октябрь 1943 – июнь 1944) и 2-м Украинском (июнь 1944 – май 1945) фронтах. Участник Донбасской, Запорожской, Никопольско-Криворожской, Березнеговато-Снигирёвской, Одесской, Ясско-Кишинёвской, Дебреценской и Будапештской операций. Пять раз был ранен, потерял зрение на один глаз и слух на правое ухо. Победу встретил в звании сержанта. 
В 1946 году был комиссован и уволен с военной службы по состоянию здоровья. Возвратился в родное село. С 1946 по 1986 годы трудился механизатором, звеньевым колхоза «Пятыричка» Сахновщинского района Харьковской области Украинской ССР.
Указом Президиума Верховного Совета СССР от 24 декабря 1976 года за выдающиеся успехи, достигнутые во Всесоюзном социалистическом соревновании, проявленную трудовую доблесть в выполнении планов и социалистических обязательств по увеличению производства и продажи государству сельскохозяйственных продуктов в 1976 году Алексею Алексеевичу Гавришу присвоено звание Героя Социалистического Труда с вручением ордена Ленина и золотой медали «Серп и Молот».
Делегат XXV съезда КПСС, III Всесоюзного съезда колхозников (1969), избирался депутатом Сахновщинского районного Совета нескольких созывов. Активно занимался общественной деятельностью в районе, был председателем ветеранской организации района. 
Проживал в селе Ивано-Слиньковка Сахновщинского района Харьковской области. Умер 20 сентября 2015 года.

## Награды
За трудовые и боевые успехи удостоен:
- золотая звезда «Серп и Молот» (24.12.1976)
- орден Ленина (24.12.1976)
- Орден Октябрьской Революции (08.12.1973)
- Орден Отечественной войны II степени (11.03.1985)
- Орден «За заслуги» (Украина) III степени (03.05.2006)
- Орден «За мужество» III степени (14.10.1999)
- другие медали.
- Заслуженный механизатор сельского хозяйства Украинской ССР.
- Заслуженный наставник молодёжи Украинской ССР.
- Почётный гражданин Сахновщинского района Харьковской области (19.07.2013).